# To the East, Blackwards
To the East, Blackwards è l'album d'esordio del gruppo hip hop statunitense X Clan, pubblicato il 24 aprile del 1990. L'album è commercializzato da 4th & Broadway e Island Records per i mercati di Stati Uniti, Canada, Germania e Regno Unito. Nel 1998, la rivista The Source lo inserisce nella sua lista dei 100 migliori album hip hop.
L'album riceve recensioni miste, molto apprezzato da Andy Kellman per Allmusic e al tempo stesso aspramente criticato da Christgau, che gli assegna uno dei suoi voti peggiori. Col passare degli anni, il primo prodotto degli X Clan è inserito nelle classifiche dei migliori album hip hop di sempre, tra cui quella sopracitata di The Source.
| Recensione        | Giudizio |
| ----------------- | -------- |
| AllMusic          | [ 1 ]    |
| Los Angeles Times | [ 4 ]    |
| Robert Christgau  | C        |

## Tracce
Testi e musiche degli X Clan.
1. Funkin' Lesson – 4:02
2. Grand Verbalizer, What Time is It? – 4:43
3. Tribal Jam – 4:50
4. A Day of Outrage, Operation Snatchback – 3:14
5. Verbal Milk – 4:29
6. Earth Bound – 4:29
7. Shaft's Big Score – 5:02
8. Raise the Flag – 3:59
9. Heed the Word of the Brother – 3:14
10. Verbs of Power – 4:15
11. In the Ways of the Scales – 3:10

Durata totale: 45:27

## Classifiche

### Classifiche settimanali
| Classifica (1990)         | Posizione massima |
| ------------------------- | ----------------- |
| Stati Uniti               | 97                |
| US Top R&B/Hip-Hop Albums | 11                |